# Nyctomys sumichrasti
Nyctomys sumichrasti (Saussure, 1860) è un roditore della famiglia dei Cricetidi, unica specie del genere Nyctomys (Saussure, 1860), diffuso nell'America centrale.

## Descrizione

### Dimensioni
Roditore di piccole dimensioni, con la lunghezza della testa e del corpo tra 102 e 137 mm, la lunghezza della coda tra 105 e 144 mm, la lunghezza del piede tra 22 e 27 mm, la lunghezza delle orecchie tra 15 e 21 mm e un peso fino a 67 g.

### Caratteristiche craniche e dentarie
Il cranio presenta un rostro corto, un'ampia scatola cranica, le ossa frontali molto larghe e le creste sopra-orbitali ben sviluppate. Le placche zigomatiche sono sottili, il foro infra-orbitale è grande, la bolla timpanica è piccola. Il palato è largo e presenta due fori ampi. Il terzo molare inferiore è relativamente grande.
Sono caratterizzati dalla seguente formula dentaria:

### Aspetto
L'aspetto è quello di un topo dal corpo compatto e ricoperto da una pelliccia densa e soffice. Le parti dorsali variano dal bruno fulvo all'arancione, mentre le parti ventrali sono bianche o color crema. La linea di demarcazione lungo i fianchi è netta. La testa è grande, il muso è corto, gli occhi sono grandi e circondati da anelli nerastri. Le vibrisse sono lunghe e nere. Le orecchie sono piccole e bruno-rossastre. I piedi sono corti e larghi, il dorso è bruno-rossastro chiaro, le dita sono allungate eccetto l'alluce il quale è provvisto di un artiglio. Il quarto dito è il più lungo di tutti. Le piante dei piedi sono fornite di sei cuscinetti carnosi. La coda è lunga quanto la testa ed il corpo, è robusta, uniformemente marrone o bruno-rossastra e termina con un ciuffo di lunghi peli. Le femmine hanno due paia di mammelle.

## Biologia

### Comportamento
È una specie arboricola e notturna. Costruisce i nidi tra le giunture dei grossi rami oppure nelle cavità degli alberi. Scende al suolo raramente, dove i movimenti sono piuttosto lenti

### Alimentazione
Si nutre di frutta e semi.

### Riproduzione
Si riproduce in qualsiasi periodo dell'anno. Danno alla luce 1-3 piccoli alla volta per almeno 5 volte in 7 mesi dopo una gestazione di 30-38 giorni. diventano maturi sessualmente dopo circa 75 giorni.

## Distribuzione e habitat
Questa specie è diffuso nell'America centrale dallo stato messicano occidentale di Jalisco fino a Panama. Non è presente nella Penisola dello Yucatán.
Vive nelle foreste sempreverdi e semi-decidue, foreste secondarie e ripariali fino a 1.600 metri di altitudine.

## Tassonomia
Sono state riconosciute 9 sottospecie:
- N.s.sumichrasti: stati messicani meridionali di Veracruz e Oaxaca;
- N.s.colimensis (Laurie, 1953): coste occidentali degli stati messicani di Jalisco, Colima, Michoacán, Guerrero e Oaxaca;
- N.s.costaricensis (Goldman, 1937): Costa Rica occidentale;
- N.s.decolorus (True, 1894): Honduras, Guatemala centro-orientale, Belize meridionale;
- N.s.florencei (Goldman, 1937): El Salvador, Honduras meridionale, Nicaragua occidentale;
- N.s.nitellinus (Bangs, 1902): Costa Rica sud-orientale, Panama;
- N.s.pallidulus (Goldman, 1937): Oaxaca orientale e Chiapas occidentale;
- N.s.salvini (Tomes, 1861): Chiapas orientale, Guatemala centrale e meridionale;
- N.s.venustulus (Goldman, 1916): Nicaragua meridionale, Costa Rica nord-orientale.

## Conservazione
La IUCN Red List, considerato il vasto areale, la popolazione presumibilmente numerosa, la tolleranza a diverse modifiche ambientali e la presenza in diverse aree protette, classifica N.sumichrasti come specie a rischio minimo (Least Concern).